# Афанасьев, Валерий Евгеньевич
Валерий Евгеньевич Афанасьев (25 января 1945, Архангельск — сентябрь 2022) — советский яхтсмен. Участник летних Олимпийских игр 1968 года, чемпион Европы 1968 года.

## Биография
Валерий Афанасьев родился 25 января 1945 года в городе Архангельск.
В 1968 году завоевал золото чемпионата Европы по парусному спорту в Хельсинки в классе «Дракон», выступая вместе с Юрием Анисимовым и Валерием Ружниковым.
В том же году вошёл в состав сборной СССР на летних Олимпийских играх в Мехико. В классе «Дракон», выступая вместе с Юрием Анисимовым и Валерием Ружниковым, занял 11-е место, набрав 125,0 балла и уступив 107,3 балла завоевавшему золото экипажу из США.
Мастер спорта СССР международного класса (1968).
С 2000 года работал в спортивной школе «Парусный центр „Норд“» в Архангельске: сначала заместителем директора по административно-хозяйственной работе, в 2004—2014 годах — директором.
Был председателем Архангельской областной федерации парусного спорта.
Заслуженный работник физической культуры РФ.
Умер 19 сентября 2022 года.

## Семья
Жена — Римма Васильевна, двое детей.